# Thwaites (Kumbria)
Thwaites – wieś w Anglii, w Kumbrii. Leży 74 km na południe od miasta Carlisle i 371 km na północny zachód od Londynu.